# Station Pulu Brayan
Pulu Brayan is een spoorwegstation in de Indonesische provincie Noord-Sumatra.